# Ice blue, silver sky
Ice blue, silver sky is een studioalbum van David Cross en zijn begeleidingsband.

## Inleiding
Cross is sinds zijn definitieve vertrek uit King Crimson al jaren bezig met zijn eigen band, die net als King Crimson geplaagd wordt de personeelswisselingen. Zo speelde in de voorafgaande jaren voor Ice blue Paul Clark en Craig Blundell bij Cross, maar die zijn hier vervangen door Jinian Wilde en Steve Roberts. Het album bevat een mengeling van nieuw werk, vroeger werk uit zijn solocarrière (Nurse insane, Calamity) en twee nummers van King Crimson (Exiles en Starless). Opvallend ten opzichte van eerder solowerk is Cross’ verdere aandacht voor de elektrische viool.
De titel is ontleend aan de beginregels van de derde strofe van Starless geschreven door Richard Palmer-James, die zich weer liet inspireren door de tekst Starless and bible black uit Under milk wood van Dylan Thomas, hetgeen hier als inleiding voor Starless werd gebruikt. 

## Musici
- David Cross – elektrische viool
- Jinian Wilde- zang, gitaar en dwarsfluit
- Mick Paul – basgitaar en achtergrondzang
- Steve Roberts – drumstel

Met
- David Jackson – saxofoons, fluitjes (track 3 en 5)

## Muziek
| Nr. | Titel | Duur  |
| --- | --- | ----- |
| 1.  | Nurse insane (Cross, Dillon, Sheila Maloney)                                                              | 7:44  |
| 2.  | Calamity (Clarke, Cross, Dillon, Maloney, Maurer)                                                         | 9:49  |
| 3.  | Nowhere (Cross, Jackson, Paul, Wilde)                                                                     | 7:57  |
| 4.  | Exiles (Bill Bruford, Cross, Robert Fripp, Jamie Muir, Richard Palmer-James, John Wetton)                 | 14:42 |
| 5.  | Karma gain (Cross, Jackson, Wilde)                                                                        | 5:36  |
| 6.  | Over your shoulder (Cross, Palmer-James, Paul)                                                            | 5:36  |
| 7.  | Starless (Bill Bruford, Cross, Robert Fripp, Jamie Muir, Richard Palmer-James, John Wetton, Dylan Thomas) | 14:06 |

## Nasleep
Ook na uitgifte van het album gingen de personeelswisselingen door; de twee nieuwelingen werden als weer vervangen voor een tournee waarbij King Crimson-album Larks' Tongues in Aspic integraal werd uitgevoerd. 